# Metropolitanato de Pisidia

Mapa de las sedes metropolitanas del patriarcado de Constantinopla en Anatolia circa 1880.

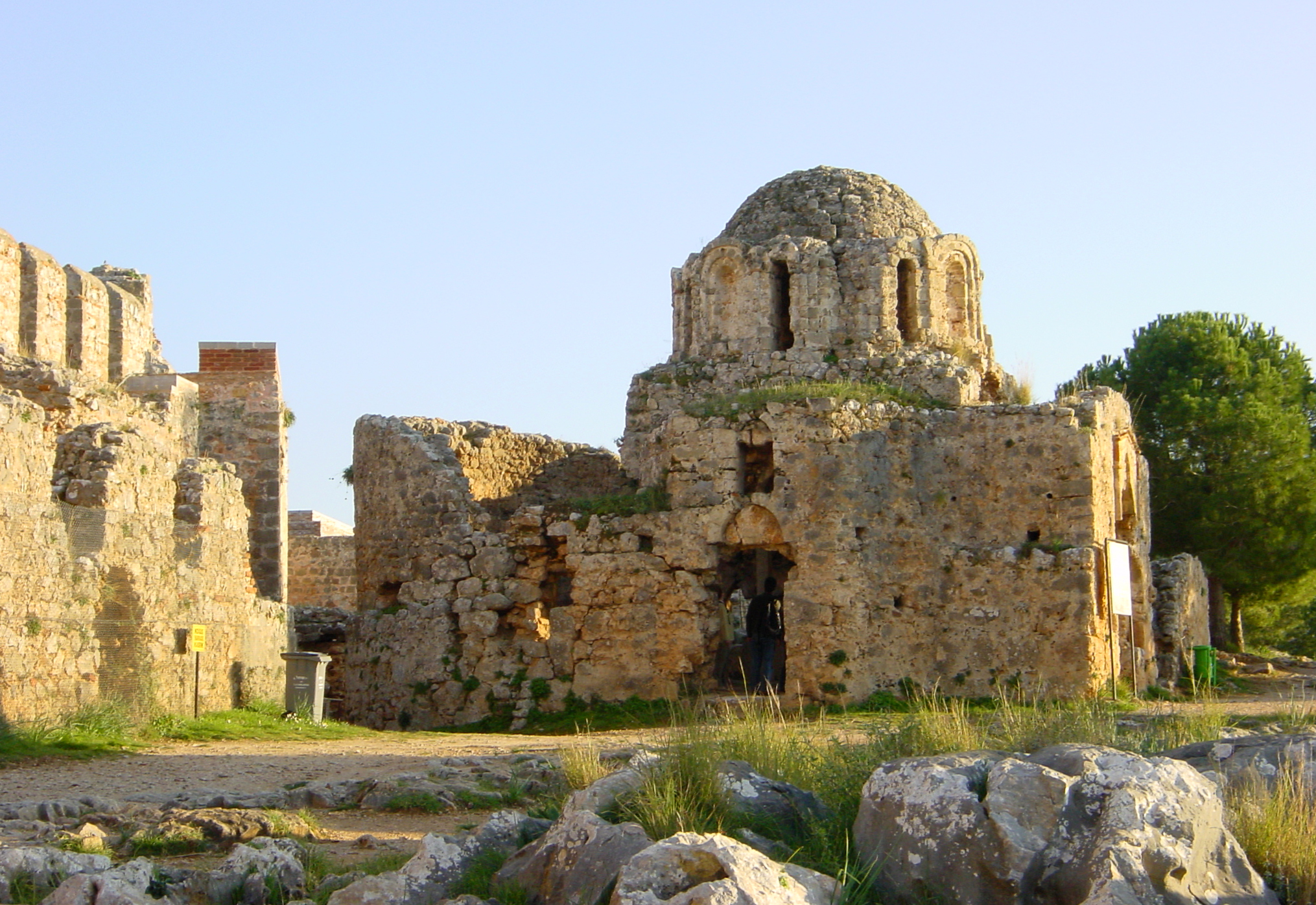
Iglesia de San Constantino en el castillo de Alanya.

El metropolitanato de Pisidia (en griego: Ιερά Μητρόπολις Πισιδίας) es una diócesis de la Iglesia ortodoxa perteneciente al patriarcado de Constantinopla, con antigua sede en Isparta (la antigua Baris) en Turquía, aunque desde su restauración la sede está en Antalya (la antigua Adalia). Su titular lleva el título de metropolitano de Pisidia, el más honorable ('hipertimos') y exarca de Side, Mira y Adalia (en griego: Ο Πισιδίας, υπέρτιμος και έξαρχος Σίδης, Μυρέων και Ατταλείας). Antioquía de Pisidia, cerca del pueblo de Yalvaç en la provincia de Isparta, fue una antigua sede metropolitana de la provincia romana de Pisidia en la diócesis civil de Asia y en el patriarcado de Constantinopla.

## Territorio
El territorio del metropolitanato se encuentra en las provincias de Isparta, Burdur, Antalya y Muğla. El área del metropolitanato limita al norte con los metropolitanatos de Heliópolis y Tira y Filadelfia; al este con el metropolitanato de Iconio y con la arquidiócesis greco-ortodoxa de Tarso y Adana del patriarcado de Antioquía; al sur con el mar Mediterráneo; y al oeste con los metropolitanatos de Filadelfia y de Heliópolis y Tira y con el mar Egeo.
Además de Yalvaç, Uluborlu, Isparta y Antalya, otras localidades del metropolitanato son Burdur, Demre (antigua Mira, llamada Kale hasta 2005), Fethiye, Marmaris, Manavgat (antigua Side), Alanya y Gazipaşa.
Es uno de los 5 metropolitanatos que renació bajo el patriarca Bartolomé I, por lo que constituye uno de los diez distritos eclesiásticos activos del patriarcado en territorio turco, junto con la arquidiócesis de Constantinopla y los metropolitanatos de Adrianópolis, Ancyra, Calcedonia, Derkos, Esmirna, Imbros y Ténedos, Islas de los Príncipes y Prusa.

## Historia
La comunidad cristiana de Antioquía de Pisidia tiene orígenes antiguos, que se remontan a los albores del cristianismo. Como dicen los Hechos de los Apóstoles, fueron los apóstoles Pablo y Bernabé en el siglo I quienes anunciaron por primera vez el evangelio en la ciudad (13,13-52). Y nuevamente en Antioquía, por primera vez los Hechos de los Apóstoles describen el establecimiento de un grupo de liderazgo comunitario, llamado ancianos (14,21-23). Antioquía fue visitada otras veces por san Pablo (16.4-6 y 18.23). Las excavaciones arqueológicas han sacado a la luz una gran basílica, llamada iglesia de San Pablo, de la inscripción Aghios Paulos que se encuentra cerca del altar, construida sobre una sinagoga, identificada por los arqueólogos como aquella en la que el apóstol predicó por primera vez en Antioquía de Pisidia.
El Concilio de Nicea I en 325 aprobó la ya existente organización eclesiástica según la cual el obispo de la capital de una provincia romana (el obispo metropolitano) tenía cierta autoridad sobre los otros obispos de la provincia (sufragáneos), utilizando por primera vez en sus cánones 4 y 6 el nombre metropolitano. Quedó así reconocido el metropolitanato de Antioquía en la provincia romana de Pisidia. El canon 6 reconoció las antiguas costumbres de jurisdicción de los obispos de Alejandría, Roma y Antioquía sobre sus provincias, aunque no mencionó a Éfeso, su metropolitano también encabezaba de la misma manera a los obispos de la diócesis civil de Asia como exarca de Asia. Entre las metrópolis sobre las que Éfeso ejerció la primacía de honor estaba la de Antioquía de Pisidia. El canon 28 del Concilio de Calcedonia en 451 pasó al patriarca de Constantinopla las prerrogativas del exarca de Asia, por lo que el metropolitanato de Antioquía de Pisidia pasó a ser parte del patriarcado.
El metropolitanato está documentado por todas las Notitiae Episcopatuum del patriarcado de Constantinopla hasta el siglo XV. En la Notitiae del pseudo-Epifanio, compuesta durante el reinado del emperador Heraclio I (alrededor de 640), la sede de Antioquía figura en el puesto 24 en el orden jerárquico de las metrópolis del patriarcado de Constantinopla. En esta Notitia se le atribuyen 18 diócesis sufragáneas: Filomelio, Sagalasso, Sozópolis, Apamea Ciboto, Tirieo, Baris, Adrianópolis, Limne, Neápolis, Laodicea Combusta, Seleucia Ferrea, Adada, Zarzela, Timbriade, Timando, Justinianópolis, Metropolis y Pappa. Las diócesis de Prostanna y Atenia, que desaparecieron antes del siglo VII, también están documentadas, aunque ausentes en las Notitiae patriarcales. 
Después de la destrucción de Antioquía de Pisidia por los árabes en 717, la ciudad declinó y, en cambio, Sozópolis (hoy Uruborlu) se elevó con mayor importancia en el área. Sozópolis fue ocupada por los selyúcidas circa 1080, retomada por los bizantinos en 1120, recuperada por los selyúcidas circa 1180. Los selyúcidas ocuparon Baris en 1203 y Antalya en 1207. El Imperio otomano capturó Sozópolis circa 1380, Baris en 1381 y Adalia en 1391. El área de Side y Mira fue ocupada por los selyúcidas en 1085, retomada por los bizantinos en 1097, por los selyúcidas en 1206 y por los otomanos en 1390. Adalia estuvo en manos de los latinos de Chipre desde 1362 a 1372. 
En la Notitiae atribuida al emperador León VI (principios del siglo X), Antioquía cayó al lugar 25 entre las metrópolis del patriarcado, y las diócesis sufragáneas se convirtieron en 21: las sedes de Filomelio, Neápolis han desaparecido (elevada al rango de arquidiócesis) y Justinianópolis, y los de Binda, Conana, Parlais, Malo, Siniando y Titiasso se han agregado. Después de la ocupación selyúcida del área, los obispos disminuyeron gradualmente y en el siglo XV no quedó ninguno. En el siglo XIII la sede se trasladó al suroeste a Baris, una ciudad que después de la conquista otomana se llamó Isparta. 
Los mongoles ocuparon el área de Pisidia en 1403 y Tamerlán se la entregó al Beylicato de Karaman, aunque fue recapturada por los otomanos en 1414, volvió a Karaman en 1421 y fue finalmente recuperada por los otomanos en 1435. El área de Side, Mira y Adalia fue repartida por Tamerlán entre los beylicatos de Menteşe, Tekke, Germiyan y Karaman. Los otomanos capturaron Mira (renombrada Kale) en 1429 y Side y Adalia (renombrada Antalya) en 1435.
En el período 1565-1572 los tres obispados despoblados de Side, Mira y Adalia fueron anexados a la metrópolis de Pisidia. En enero de 1646 se restableció el metropolitanato de Mira, incluyendo Side y Antalya, pero en 1651 se lo anexó nuevamente a Pisidia. Después de 1661 el metropolitano de Pisidia residió en Antalya en invierno. En marzo de 1786 se creó la arquidiócesis de Mira, que en julio de 1790 se integró nuevamente a Pisidia.
El metropolitano de Pisidia hasta 1923 se tituló como hipertimos y exarca de Licia, Side, Mira, Antalya y Mikra Antioquía. La catedral era la de la Asunción de la Madre de Dios. En 1914 Isparta tenía una población de 6648 griegos. Antalya fue ocupada por Italia el 16 de abril de 1919 (Makri y Marmaris el 28 de abril) y transferidas a la soberanía italiana después de la Primera Guerra Mundial, pero fueron recuperada por Turquía en abril de 1921. Durante la guerra greco-turca la comunidad ortodoxa desapareció tras los acuerdos del Tratado de Lausana de 1923 que obligaron al intercambio de poblaciones entre Grecia y Turquía, por lo que pasó a ser un metropolitanato titular.
La primera vez desde 1924 que se celebró la liturgia de la antigua iglesia de la Montaña de San Jorge en Alanya fue realizada por el metropolitano de Pisidia Sotiriou el 25 de diciembre de 2012, desde entonces las liturgias tienen lugar allí una vez al mes. El 15 de noviembre de 2015, en la región de Alanya Mahmutlar, tuvo lugar la apertura del Centro Cultural, el templo en honor al ícono pisidiano de la Madre de Dios (Santa Panagia Pisidiotissis), que se convirtió en la primera iglesia ortodoxa construida en la República de Turquía en Asia Menor después de 1922. Desde entonces se han celebrado liturgias todos los domingos. El abad es el ucraniano Constantine Shevchenko.
En Antalya, en el antiguo distrito griego de Kalitsaslan, la iglesia de Agios Alypios (San Alipio) fue construida por los griegos en 1843-1844, que después de 1922 se convirtió en propiedad privada. El edificio fue abandonado y se realizaron pocos trabajos de mantenimiento. Después de convertirse en propiedad del Patriarcado Ecuménico, la iglesia se consolidó y restauró por completo, mientras estaba equipada con esculturas e iconos de madera. Como ya no había un templo del apóstol Pablo en Antalya, en donde estuvo durante su gira apostólica, se decidió que la iglesia fuera honrada con el nombre de San Pablo y San Alipio. En 2011 se abrieron las puertas de la iglesia y se colocó el sagrado Icono de Panagia tou Kykkou, una copia similar del Icono Milagroso, que había estado por siglos, en un santuario tallado en madera. El 15 de julio de 2018 en esta iglesia en presencia del patriarca de Constantinopla Bartolomé, se celebró una liturgia y la apertura del edificio de la metrópolis pisidiana. El abad del templo fue el archimandrita ucraniano Mikhail Anischenko hasta 2019 en que pasó a Kiev.
El 16 de julio de 2017 el obispo de Evdokia Ambrose (Horozidis) fue nombrado obispo vicario del metropolitanato, cuya consagración tuvo lugar el 21 de julio.

## Cronología de los obispos
- Eudoxio † (en tiempos del emperador Maximiano, 285-305)
- Optato †
- Antimo †
- Cipriano † (?-circa 304 falleció)
- Sergiano † (miembro del concilio de Ancyra circa 314)[18]
- Optimo † (principios de 375/377-circa 391/394 falleció)[19] (participó en el II Concilio Ecuménico)
- Tranquilino † (principios de 404-después de 431)[20] (participó en el III Concilio Ecuménico)
- Erechios † (mencionado en 434/446)[21] (en tiempos de Proclus de Constantinopla, 434–446)
- Candidiano † (mencionado entre abril y agosto de 449)[22] (participó en el Concilio de Constantinopla en 448 y en el Latrocinio de Éfeso en 449, un amigo de Dióscoro I de Alejandría)
- Pergamio † (principios de octubre de 451-después de 459)[23] (participó en el IV Concilio Ecuménico en 451)
- Polideucho † (paertició en el Concilio de Constantinopla en 520)[24]
- Baco † (participó en el Concilio de Constantinopla en 536)[25]
- Teodoro † (mencionado en 553)[26] (participó en el V Concilio Ecuménico)
- Juan † (circa siglo VI)[27]
- Esteban † (principios de 680-después de 692) (participó en el VI, V y VI Concilio Ecuménico)
- San Jorge † (mencionado en 787) (participó en el VII Concilio Ecuménico)
- Basilio † (mencionado en 869)
- Gregorio † y Zacarías † (mencionado en 879) (participantes en el concilio de 847)
- Teofilacto † (mencionado en 997) (participó en el Concilio de Constantinopla en 997)
- Macario † (siglo XI) (tuvo una excelente relación con los cruzados)
- Miguel † (1143-mencionado en 1147)
- nombre desconocido (mencionado en 1156) (participó en el Concilio de Constantinopla en 1156)
- Macario † (circa 1250-1265) (partidario del patriarca Arsenio Avtorian)
- Paisio † (mencionado en junio de 1617)
- Eutimio † (muerto en 1649)
- Silvestre † (septiembre de 1649-15 de septiembre de 1655)
- Joaquín † (septiembre de 1661)
- Metodio † (1671-1673)
- Paisio † (1673)
- Cirilo † (21 de diciembre de 1673–1676)
- Leoncio † (28 de enero de 1676-?)
- Leoncio † (enero de 1697-28 de marzo de 1719)
- Cosme † (28 de marzo de 1719-1721)

(...)
- Cirilo II † (agosto de 1781-enero de 1814 falleció)
- Dionisio † (enero de 1814-julio de 1840 falleció)
- Eugenio † (julio de 1814-10 de abril de 1821 designado patriarca de Constantinopla)
- Gerásimo I † (agosto de 1821-septiembre de 1827 renunció)
- Samuel (septiembre de 1827-noviembre de 1830 renunció)
- Gerásimo I † (septiembre de 1835-marzo de 1848 depuesto) (por segunda vez)
- Melecio † (marzo de 1848-2 de junio de 1861 renunció)
- Cesareo † (2 de junio de 1861-junio de 1880 suspendido)
- Partenio (Prodromidis) † (junio de 1880-10 de febrero de 1886 falleció)
- Benedicto II (Adamantidis) † (febrero de 1886-23 de octubre de 1893 trasladado a Proconeso)
- Gerásimo II (Tantalidis) † (23 de octubre de 1893-1 de junio de 1906 trasladado a Ioánina)
- Constantino † (3 de junio de 1906-17 de enero de 1912 falleció)
- Gerásimo II (Tantalidis) † (26 de enero de 1912-marzo de 1923 renunció) (por segunda vez)
- Germán (Afanasyadi) † (18 de marzo de 1924-9 de noviembre de 1943 trasladado a Sardes, que ya ocupaba desde el 16 de marzo de 1924)
  - Sede vacante (1943-1974)
- Ezequiel (Tsukalas) † (5 de agosto de 1974-16 de septiembre de 1979 trasladado a Cos)
  - Sede vacante (1979-1991)
- Metodio II (Fuyas) † (12 de marzo de 1991-6 de julio de 2006 falleció)
  - Sede vacante (2006-2008)
- Soterio (Trambas) (desde el 27 de mayo de 2008)